# Tim Mullen
Tim Mullen (ur. 28 marca 1976 roku w Portadown) – brytyjski kierowca wyścigowy.

## Kariera
Mullen rozpoczął karierę w międzynarodowych wyścigach samochodowych w 1995 roku od dwóch tytułów mistrzowskich w Irlandzkiej Formule Ford 1600 oraz w Formule Ford 1600 Star of Tomorrow. W późniejszych latach Brytyjczyk pojawiał się także w stawce Formuły Vauxhall Junior, Formuły Vauxhall, Brytyjskiej Formuły Renault, Formuły Palmer Audi, FIA GT Championship, British GT Championship, 24-godzinnego wyścigu Le Mans, International GT Open, Le Mans Series, Intercontinental Le Mans Cup, American Le Mans Series, Blancpain Endurance Series, 24 Hours of Barcelona, Dunlop 24H Dubai oraz 24h Nürburgring.

## Wyniki w 24h Le Mans
| Rok  | Zespół           | Partnerzy                      | Samochód         | Klasa | Okr. | Poz. | Klasa Pos. |
| ---- | ---------------- | ------------------------------ | ---------------- | ----- | ---- | ---- | ---------- |
| 2005 | Kruse Motorsport | Ian Mitchell Phil Bennett      | Courage C65-Judd | LMP2  | 268  | 24   | 4          |
| 2006 | Scuderia Ecosse  | Andrew Kirkaldy Chris Niarchos | Ferrari F430 GT2 | GT2   | 311  | 17   | 3          |
| 2007 | Scuderia Ecosse  | Andrew Kirkaldy Chris Niarchos | Ferrari F430 GT2 | GT2   | 241  | NU   | NU         |
| 2008 | Virgo Motorsport | Rob Bell Tim Sugden            | Ferrari F430 GT2 | GT2   | 289  | NU   | NU         |